# ボイスレコーダー
ボイスレコーダー（和製英語: voice recorder）または録音機（ろくおんき）とは、音声を記録（録音）する装置・機器。ボイスコーダーともいう。マイクロカセットテープ（デジタルマイクロカセットを含む）などに録音する小型版のものは「マイクロレコーダー（マイクロコーダーとも）」と呼ばれるものもある。

## 概要

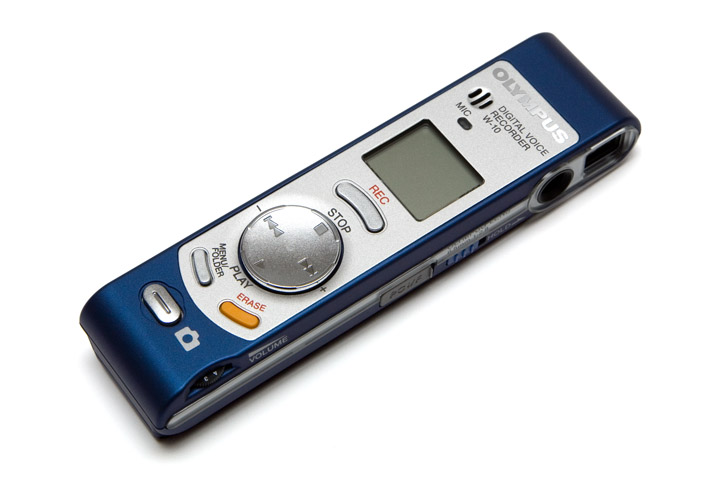
ICメモリー式のボイスレコーダー

この装置は、音声を記録するためのものであるが、一般向けのカセットテープ・レコーダーや録音機能付きミニディスク (MD) ・プレーヤーの機器類は、このようには呼ばない。特に録音機能だけしか持たない物や、録音機能が主となる装置がこう呼ばれる。
従来、ボイスレコーダといえば航空機積載のものを指すことが多かったが、その一方で、記者・レポーターなどの取材に利用される音声を記録する機器もこのように呼ばれる。しかし、この用途の機器は英語圏ではディクタホン（英語: Dictaphone）と呼ばれており、ボイスレコーダーは和製英語であるが、近年はIC式の小型軽量のものを英語圏でもVoice Recorderや、Digital Flash Voice Recorderという名称で指して使われている。
これらは古くはカセットテープレコーダーの類が主であったが、後にデジタル録音を行うICレコーダーが発売され、これに取って代わられ始めている。特にICレコーダーでは、小型でありながら長時間録音可能な機器が登場し、また低価格化と普及に伴い、報道関係者の多くに取材活動で利用されている他、会議・打合せ・講演などの内容の記録にと、ビジネスマンやサラリーマン、学生などにもこれらの機器を所有する人々も増えてきている。
特にICレコーダーでは頭出しや巻き戻しが必要なく、また小型軽量で片手で扱え、パソコンと連動したりSDカードを記録メモリーとし交換できる機器もあり、録音時刻を自動的に記録するなど便利な機能もあるため、私的な音声メモとして利用する人もいる。

## コックピットボイスレコーダー (CVR)

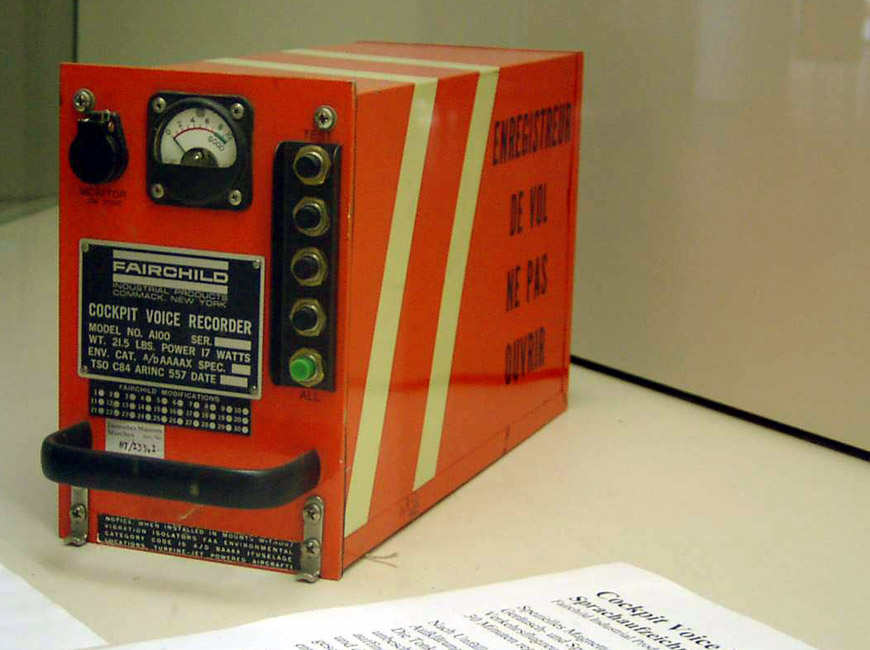
コクピットボイスレコーダ

航空機等に搭載されている物を指してこう呼ぶ場合もある。
古く航空機の起こす航空事故では、高高度から落下したり空中で四散するような重大な事故が発生した場合、その乗組員はおろか乗客すら、生還する望みが薄い。関係者の事故証言が得られないため、事故原因の究明は難航するのが常であった。この問題において、操縦室内の音声や管制官との無線交信を記録（録音）する事で、事故原因の究明に役立てようと考えられたのが、この装置である。この装置は発見されやすいように、電波発信機や音波発信機が組み込んであり、機体が破壊されるなどして外部からの電源供給が停まると、内部電池によって数週間に渡って断続的に信号を発生させ、これによって所在を知らせる機能が搭載されている。
今日では、一定以上の大きさやエンジン数を持つ航空機には必ず搭載が義務づけられ、事故が発生した際には、重要な資料となる。なお過去に究明された膨大な数の航空機事故事例にて蓄積された情報により、より安全な航空機の設計や、安全な運行、また起こりやすい問題（人的ミス・人為的トラブル）の排除といった様々な安全化技術が進み、現代の航空機は、他の交通機関を凌ぐほどの安全性を持った乗物となっている。
この機器は、古くはエンドレス・テープレコーダー（始点と終点のない輪になったテープを巻いて用いる）を密閉容器に組み込んだ物であったが、磁気テープが熱に弱く、また長時間利用すると劣化しやすいことから、近年ではフラッシュメモリーを発泡樹脂で包んで記憶媒体とし、これに前出の信号発信機を取り付けたユニットとなって、爆発・落下の衝撃、高温、また海底に投げ出された際の高水圧や寒冷地の極低温にも耐えて、内部の記録情報が損なわれないような構造となっている。
なおブラックボックスとも呼ばれるが、この航空機用のボイスレコーダーは発見されやすい色に塗られているのが通例である。赤や黄色、またはオレンジ色などをしている。ブラックボックス（航空）を参照。